# Steve Finnan
Stephen John "Steve" Finnan (sinh ngày 24 tháng 4 năm 1976) là một cựu cầu thủ bóng đá Ireland thi đấu ở vị trí hậu vệ phải.
Anh là cầu thủ duy nhất từng thi đấu ở World Cup, UEFA Champions League, UEFA Cup, Intertoto Cup, cả bốn cấp độ đầu tiên của bóng đá Anh và National League. Anh giành chức vô địch Champions League 2005 cùng Liverpool. Finnan nổi tiếng nhờ khả năng tấn công và tạt bóng.
Anh có 52 lần ra sân cho Đội tuyển bóng đá quốc gia Cộng hòa Ireland kể từ lần đầu vào năm 2000 và có hai bàn thắng. Anh từng tham dự Giải vô địch bóng đá thế giới 2002.

## Cuộc sống cá nhân
Finna bị bắt vào tháng 6 năm 2005 sau khi lái xe gây tai nạn cho một người đàn ông 81 tuổi . Finnan không phải đối mặt với cáo buộc về cái chết của Nelson, mặc dù đã đi quá giới hạn tốc độ hai lần vào thời điểm đó.
Finnan đã dành phần lớn thời gian đầu những năm 2010 tại Gambia, cung cấp nước cho trẻ em nghèo khó.
Năm 2015, anh sống ở Luân Đôn và làm việc trong lĩnh vực phát triển bất động sản.